# دياني ارين
دياني ارين (بالإنجليزية: Diane Warren) (و. 1956  م) هي ملحنة، وكاتبة غنائية، وموسيقية أمريكية، ولدت في فان نويس، تستخدم آلات أورغ كهربائي.

## جوائز
حصلت على جوائز منها:
- جائزة كريستال (2006).

## وصلات خارجية
- دياني ارين على موقع IMDb (الإنجليزية)
- دياني ارين على موقع ميوزك برينز (الإنجليزية)
- دياني ارين على موقع قاعدة بيانات برودواي على الإنترنت (الإنجليزية)
- دياني ارين على موقع أول ميوزيك (الإنجليزية)
- دياني ارين على موقع ديسكوغز (الإنجليزية)
- دياني ارين على موقع قاعدة بيانات الفيلم (الإنجليزية)

- دياني ارين في قاعدة بيانات الأفلام على الإنترنت